# Karl Siegfried Bader
Pour les articles homonymes, voir Bader.
Karl Siegfried Bader (né le 27 août 1905 à Waldau et mort le 13 septembre 1998 à Zurich) est un avocat et historien du droit allemand.

## Biographie
Bader est le fils d'un directeur d'école et grandit à Geisingen près de Donaueschingen dans une zone rurale. En 1924, il y passe son Abitur au lycée. Il étudie aux universités de Tübingen, Vienne, Heidelberg et Fribourg-en-Brisgau et obtient son doctorat en 1928 avec la thèse d'arbitrage en Souabe du XIIe à la fin du XVIe siècle à l'Université de Fribourg. Il travaille ensuite quelques années au service judiciaire de l'État de Bade, mais est révoqué en 1933 en raison de la situation politique. Bader ouvre donc un cabinet d'avocats à Fribourg. En 1937, il se retire de cette activité politiquement difficile. De 1936 à 1945, Bader est à la tête des archives princières-Fürstenberg à Donaueschingen. Entre 1938 et 1952, il est président du département d'histoire de l'Association pour l'histoire et l'histoire naturelle de la Baar (de) et, à ce titre, responsable des volumes publiés en 1940, puis à nouveau en 1950, de l'association. En 1942, il obtient son habilitation à l'Université de Fribourg en histoire du droit et en droit canonique. Un an plus tôt, il a été enrôlé dans l'armée, où il travaille comme greffier et avocat de la défense devant les tribunaux militaires. En juillet 1945, il rentre chez lui après sa captivité américaine. La même année, il est nommé procureur général par le gouvernement militaire français et, en 1946, il est promu procureur général près le tribunal régional supérieur de Fribourg (de).
Déçu par les difficultés et les échecs dans la poursuite des auteurs nationaux-socialistes, Bader démissionne de son poste de procureur général en 1951. Au lieu de cela, il suit un appel en tant que professeur d'histoire juridique à l'Université de Mayence. En 1953, il devient titulaire de la chaire d'histoire juridique suisse et allemande à l'Université de Zurich. Il y restera jusqu'à sa retraite en 1975. Ses recherches portent sur l'histoire juridique et l'histoire régionale, en particulier dans la région alémanique. Au total, Bader compte plus de 1100 publications sur le droit pénal, l'histoire juridique, constitutionnelle et étatique. Il est cofondateur et corédacteur en chef de la Juristenzeitung (de). À partir de 1952, il est chargé de la section littérature du département allemand de la Zeitschrift der Savigny-Stiftung für Rechtsgeschichte (de).
Bader reçoit de nombreuses distinctions, dont la Croix fédérale du mérite de 1re classe en 1985 et la Médaille du Mérite de l'État du Bade-Wurtemberg ; En 1972, il reçoit un doctorat honorifique de l'Université Louis-et-Maximilien de Munich. La même année, il est élu membre correspondant de l'Académie des sciences de Heidelberg. Il est citoyen d'honneur de la ville d'Elzach et de la ville de Geisingen, où il est également enterré.

## Publications (sélection)
- Der deutsche Südwesten in seiner territorialstaatlichen Entwicklung, Koehler, Stuttgart 1950, Thorbecke, 2. Aufl., Sigmaringen 1978,  (ISBN 978-3-7995-6028-3).
- Studien zur Rechtsgeschichte des mittelalterlichen Dorfes, 3 Bände, Böhlau, Weimar 1957–1973,
  - Vol. 1: Das mittelalterliche Dorf als Friedens- und Rechtsbereich, Böhlau, 3. Aufl., Cologne, Vienne 1981,  (ISBN 978-3-412-06981-0);
  - Vol. 2: Dorfgenossenschaft und Dorfgemeinde, Böhlau, 2. Aufl., Cologne, Vienne, Graz 1974,  (ISBN 978-3-205-00014-3);
  - Vol. 3: Rechtsformen und Schichten der Liegenschaftsnutzung im mittelalterlichen Dorf. Mit Ergänzungen und Nachträgen zu den Teilen 1 und 2 der Studien zur Rechtsgeschichte des mittelalterlichen Dorfes, Böhlau, Cologne, Vienne, Graz 1973,  (ISBN 978-3-205-07102-0).
- Ausgewählte Schriften zur Rechts- und Landesgeschichte, dir. de Clausdieter Schott (de) et Helmut Maurer (de), 3 Volumes, Thorbecke, Sigmaringen 1983–1984.
- zusammen mit Gerhard Dilcher (de): Deutsche Rechtsgeschichte. Land und Stadt, Bürger und Bauer im alten Europa, Springer, Berlin u. a. 1999,  (ISBN 978-3-642-63677-6).

Articles disponibles en ligne :
- Friedrich von Hundbiß, der letzte Obervogt der Reichenau, und seine „Historisch-Topographische Beschreibung der Insel Reichenau“. Dans: Schriften des Vereins für Geschichte des Bodensees und seiner Umgebung (de), 78. Jg., 1960, p. 1–64 (Digitalisat).
- Ein Oberamtmann der Landgrafschaft Heiligenberg im Zeitalter des Dreißigjährigen Krieges. In: Schriften des Vereins für Geschichte des Bodensees und seiner Umgebung, 84. Jg., 1966, p. 19–38 (Digitalisat).
- Manngrab und Hofstatt. Dans: Schriften des Vereins für Geschichte des Bodensees und seiner Umgebung, 92. Jg., 1974, p. 131–168 (Digitalisat).